# Les Touches-de-Périgny

Les Touches-de-Périgny este o comună în departamentul Charente-Maritime, Franța. În 1 ianuarie 2022 avea o populație de 544 de locuitori.